# Image Award/Beste Nebendarstellerin
Image Award: Beste Nebendarstellerin (Outstanding Supporting Actress in a Motion Picture)
| Statistik                          | Name            | Anzahl | Jahr                            |
| ---------------------------------- | --------------- | ------ | ------------------------------- |
| Häufigste Auszeichnungen           | Angela Bassett  | 3      | 1995, 2000, 2002                |
| Häufigste Nominierungen (* = Sieg) | Angela Bassett  | 5      | 1995*, 1998, 2000*, 2002*, 2007 |
| Häufigste Nominierungen (* = Sieg) | Alfre Woodard   | 5      | 1996, 1997, 2001*, 2004*, 2010  |
| Häufigste Nominierungen ohne Sieg  | Queen Latifah   | 4      | 1999, 2000, 2003, 2008          |
| Häufigste Nominierungen ohne Sieg  | Thandiwe Newton | 4      | 1999, 2001, 2006, 2007          |

## 1981–1990
| Jahr | Preisträgerin    | für den Film                           | Nominierungen |
| ---- | ---------------- | -------------------------------------- | ------------- |
| 1989 | Traci Wolfe      | Lethal Weapon – Zwei stahlharte Profis |               |
| 1990 | Juanita Waterman | Schrei nach Freiheit                   |               |

## 1991–2000
| Jahr | Preisträgerin   | für den Film                                                                   | Nominierungen |
| ---- | --------------- | ------------------------------------------------------------------------------ | --- |
| 1995 | Angela Bassett  | Malcolm X                                                                      | Alfre Woodard für Passion Fish Jenifer Lewis für Tina – What’s Love Got to Do with It? Vanessa Bell Calloway für Tina – What’s Love Got to Do with It? Whoopi Goldberg für Sarafina!           |
| 1996 | Loretta Devine  | Warten auf Mr. Right                                                           | Lela Rochon für Warten auf Mr. Right Regina Taylor für Clockers Maya Angelou für Ein amerikanischer Quilt Alfre Woodard für Ein amerikanischer Quilt                                           |
| 1997 | Loretta Devine  | Rendezvous mit einem Engel                                                     | Jenifer Lewis für Rendezvous mit einem Engel Alfre Woodard für Star Trek: Der erste Kontakt Tonea Stewart für Die Jury Regina Taylor für Mut zur Wahrheit                                      |
| 1998 | Irma P. Hall    | Soul Food                                                                      | Angela Bassett für Contact Debbi Morgan für Eve’s Bayou Cicely Tyson für Harlem, N.Y.C. – Der Preis der Macht Esther Rolle für Rosewood Burning                                                |
| 1999 | Whoopi Goldberg | Stella’s Groove – Männer sind die halbe Miete (How Stella Got Her Groove Back) | Thandiwe Newton für Menschenkind Queen Latifah für Wachgeküßt Beah Richards für Menschenkind Kimberly Elise für Menschenkind                                                                   |
| 2000 | Angela Bassett  | Music of the Heart                                                             | Melissa De Sousa für The Best Man – Hochzeit mit Hindernissen Sanaa Lathan für The Best Man – Hochzeit mit Hindernissen Queen Latifah für Der Knochenjäger Vanessa L. Williams für Light It Up |

## 2001–2010
| Jahr | Preisträgerin    | für den Film                          | Nominierungen |
| ---- | ---------------- | ------------------------------------- | --- |
| 2001 | Alfre Woodard    | Love & Basketball                     | Nicole Ari Parker für Gegen jede Regel Aunjanue Ellis für Men of Honor Marla Gibbs für The Visit Thandiwe Newton für Mission: Impossible II                                          |
| 2002 | Angela Bassett   | The Score                             | Jada Pinkett Smith für Ali Mo’Nique für Two Can Play That Game Vivica A. Fox für Kingdom Come Loretta Devine für Kingdom Come                                                        |
| 2003 | Halle Berry      | Stirb an einem anderen Tag            | Eve für Barbershop Queen Latifah für Brown Sugar Nicole Ari Parker für Brown Sugar Kimberly Elise für John Q – Verzweifelte Wut                                                      |
| 2004 | Alfre Woodard    | Sie nennen ihn Radio                  | Nona Gaye für Matrix Revolutions Sanaa Lathan für Out of Time – Sein Gegner ist die Zeit Jada Pinkett Smith für Matrix Revolutions Gabrielle Union für Bad Boys II                   |
| 2005 | Regina King      | Ray                                   | Sharon Warren für Ray Jada Pinkett Smith für Collateral Sophie Okonedo für Hotel Ruanda Loretta Devine für Woman Thou Art Loosed                                                     |
| 2006 | Cicely Tyson     | Das verrückte Tagebuch                | Taraji P. Henson für Hustle & Flow Elise Neal für Hustle & Flow Thandiwe Newton für L.A. Crash Ashanti für Coach Carter                                                              |
| 2007 | Jennifer Hudson  | Dreamgirls                            | Anika Noni Rose für Dreamgirls Angela Bassett für Akeelah ist die Größte Thandiwe Newton für Das Streben nach Glück Kerry Washington für Der letzte König von Schottland             |
| 2008 | Janet Jackson    | Why Did I Get Married?                | Ruby Dee für American Gangster Loretta Devine für This Christmas Meagan Good für Stomp the Yard Queen Latifah für Hairspray                                                          |
| 2009 | Taraji P. Henson | Der seltsame Fall des Benjamin Button | Jennifer Hudson für Die Bienenhüterin Alicia Keys für Die Bienenhüterin Sophie Okonedo für Die Bienenhüterin Beyoncé für Cadillac Records                                            |
| 2010 | Mo’Nique         | Precious – Das Leben ist kostbar      | Alfre Woodard für American Violet Paula Patton für Precious – Das Leben ist kostbar Mariah Carey für Precious – Das Leben ist kostbar Zoë Saldaña für Avatar – Aufbruch nach Pandora |

## 2011–2013
| Jahr | Preisträgerin    | für den Film      | Nominierungen |
| ---- | ---------------- | ----------------- | --- |
| 2011 | Kimberly Elise   | For Colored Girls | Anika Noni Rose für For Colored Girls Phylicia Rashad für For Colored Girls Jill Scott für Auch Liebe macht mal Ferien 2 Whoopi Goldberg für For Colored Girls |
| 2012 | Octavia Spencer  | The Help          | Bryce Dallas Howard für The Help Cicely Tyson für The Help Kim Wayans für Pariah Maya Rudolph für Brautalarm                                                   |
| 2013 | Kerry Washington | Django Unchained  | Gloria Reuben für Lincoln Amandla Stenberg für Die Tribute von Panem – The Hunger Games Phylicia Rashad für Good Deeds Taraji P. Henson für Denk wie ein Mann  |